# Марколин, Дарио
Дарио Марколин (итал. Dario Marcolin; род. 28 октября 1971, Брешиа, Ломбардия) — итальянский футболист, игравший на позиции полузащитника. По завершении игровой карьеры — футбольный тренер. Сейчас возглавляет тренерский штаб команды «Катания».

## Клубная карьера
Родился 28 октября 1971 года в городе Брешиа. Воспитанник юношеских команд футбольных клубов «Ригамонти» и «Кремонезе».
Во взрослом футболе дебютировал в 1989 году выступлениями за команду клуба «Кремонезе», в которой провёл три сезона, принял участие в 60 матчах чемпионата и забил 5 голов.
В 1992 году заключил контракт с римским «Лацио», в котором сразу стать игроком основного состава не удалось и со следующего года Марколин присоединился на условиях аренды к «Кальяри», а ещё через год, также в качестве арендованного игрока, к «Дженоа».
Своей игрой за эти клубы вернул внимание представителей тренерского штаба клуба «Лацио», в состав которого вернулся в 1995 году. На этот раз сыграл за «бело-голубых» следующие четыре сезона своей игровой карьеры. В составе «Лацио» завоевал титул обладателя Кубка Италии (дважды), становился чемпионом Италии, обладателем Суперкубка Италии по футболу (дважды), обладателем Кубка Кубков УЕФА, обладателем Суперкубка УЕФА.
Часть 1999 года провёл в аренде в английском клубе «Блэкберн Роверс», а в 2000 году на условиях полноценного контракта стал игроком «Сампдории». В течение 2002—2004 годов защищал цвета клубов «Пьяченца» и «Наполи».
Завершил профессиональную игровую карьеру в нижнелиговом клубе «Палаццоло», за команду которого выступал на протяжении 2004—2005 годов.

## Выступления за сборные
В 1989 году дебютировал в составе юношеской сборной Италии, принял участие в 10 играх на юношеском уровне.
В течение 1992—1994 годов привлекался к составу молодёжной сборной Италии. На молодёжном уровне сыграл в 22 официальных матчах.
С 1992 по 1993 год защищал цвета олимпийской сборной Италии. В составе этой команды провёл 10 матчей. В составе сборной — участник футбольного турнира на Олимпийских играх 1992 года в Барселоне.

## Карьера тренера
Начал тренерскую карьеру вскоре после завершения карьеры игрока, в 2006 году, войдя в тренерский штаб клуба «Брешиа».
В дальнейшем возглавлял команды клубов «Монца», «Модена» и «Падова», а также входил в тренерский штаб клубов «Интернационале», «Катания» и «Фиорентина».
В 2015 году вернулся в тренерский штаб команды «Катания», но уже в качестве главного тренера.

## Титулы и достижения
- Чемпион Италии (1):

«Лацио»: 1999/00
- Обладатель Кубка Италии (2):

«Лацио»: 1997/98, 1999/00
- Обладатель Суперкубка Италии по футболу (2):

«Лацио»: 1998, 2000
- Обладатель Кубка Кубков УЕФА (1):

«Лацио»: 1998/99
- Обладатель Суперкубка УЕФА (1):

«Лацио»: 1999